# Język radżastani
Język radżastani (dewanagari राजस्थानी trb. Radźasthani, ang. Rajasthani) – język indoaryjski używany przede wszystkim w indyjskim stanie Radżastan.

## Klasyfikacja języka radżastani
Radżastani to termin zbiorowy używany do określenia różnorodnych języków regionalnych stosowanych na obszarze współczesnego stanu Radżastan. Termin utworzony i rozpowszechniony na przełomie wieków XIX i XX przez badacza G. A. Griersona w trakcie realizacji projektu klasyfikacji języków indyjskich. Grierson zaproponował nową nazwę, obejmującą wszelkie formy językowe z tego regionu, aby odróżnić je od hindi zachodniego oraz gudźarati. Starsze, dziewiętnastowieczne publikacje również podkreślały odrębność języka radżastani, zwracając uwagę na jego specyficzne cechy fonetyczne, leksykalne i gramatyczne, które uzasadniają jego odrębne omówienie. Przykładem może być amerykański misjonarz S. H. Kellogg, który w swojej Gramatyce języka hindi (1876) poświęca osobne partie analizie fonetyki, leksyki i struktur gramatycznych radżastani, wyraźnie odróżniając je od tzw. hindi właściwego. Używa on określenia „języki Radżputany” oraz „marwari” i traktuje je jako blisko spokrewnione z hindi, lecz posiadające własne, wyraźnie zarysowane cechy i odrębną historię . Zarówno Grierson, jak i Kellog, umiejscowili język radżastani, a dokładniej formy językowe z tego regionu, na obszarze języka hindi rozumianego szerszej, czyli jako zbioru zróżnicowanych zespołów języków regionalnych i dialektów. Nie uznali jednak radżastani za hindi właściwe, które tworzą tylko dwa zespoły języków, określane nazwami „hindi zachodnie” oraz „hindi wschodnie”. Grupę języków, określanych wspólną nazwą „radżastani”, dodano do pozostałych dwóch zespołów spoza hindi właściwego, czyli bihari, (języków z obszaru współczesnego stanu Bihar) oraz grupy „pahari”, tj. dialektów górskich. Klasyfikację i systematykę wprowadzoną przez Griersona stosuje się do dziś.       
Na przykład lista języków Indii sporządzona przez SIL nie zawiera „języka radżastani” jako takiego, lecz wyłącznie poszczególne języki składające się na ten makrojęzyk.

## Dialekty
Pomimo dość silnej kulturowej odrębności i poczucia tożsamości Radżastańczyków, a także bogatego dziedzictwa literackiego, język radżastani nie wytworzył jednego standardu. W zamian istnieje szereg odrębnych, nadal kultywowanych dialektów literackich.
Główne języki/dialekty radżastańskie obejmują: 
- Bagri: używany w radżastańskich obwodach (hindi: zila, ang.: ditrict) Hanumangarh i Sriganganagar, obwodach Sirsa i Hissar w stanie Haryana, obwodach Firozepur i Muktsar w indyjskim stanie Pendżab oraz rejonie Bahawalpur i Bahawalnagar w pakistańskiej części Pendżabu.
- Shekhawati: około trzech milionów użytkowników w dystryktach Churu, Jhunjhunu i Sikar.
- Marwari: w zachodnim Radżastanie (Churu, Bikaner, Nagaur, Ajmer, Jodhpur, Pali, Jalore, Jaisalmer i Barmer. Używany również w prowincji Sindh w Pakistanie.
- Dhundhari: rejon miast Dżajpur, Dausa, Tonk, Ajmer, Karauli i Sawai Madhopur
- Harauti: rejon Kota, Bundi, Baran i Jhalawar
- Mewari: w obwodach Rajsamand, Bhilwara, Udajpur i Chittorgarh

Inne ważniejsze dialekty/języki: 
- Dhatki
- Goaria
- Godwari
- Loarki
- Merwari
- Gade Lohar
- Gujari
- Gurgula
- Lambadi
- Malwi
- Nimadi

## Status prawny
Ponieważ językiem urzędowym (w administracji i szkolnictwie) w Radżastanie jest wyłącznie hindi, istnieje jeszcze tendencja by traktować pojęcie hindi bardzo szeroko, jako jeden oficjalny język, obejmujący wszystkie pokrewne języki i dialekty północnych Indii. Podobne podejście można również zauważyć, przeglądając dane statystyczne z ostatniego spisu ludności (Census of India 2001), podczas którego język radżastani uznano za jedną z odmian języka hindi.
Z drugiej strony jednak, zarówno Sahitya Akademi, jak i University Grants Commission oraz władze stanowe w Radżastanie uznają radżastani za „język” (literacki, nie urzędowy), traktując takie etnolekty, jak marwari, mewari itd. jako jego dialekty. Od roku 1973 język radżastani jest nauczany na uniwersytetach w Dźodhpurze i Udajpurze.